# 中西関松
中西 関松（なかにし せきまつ、1919年3月14日 - 1990年1月9日）は、ばんえい競馬の元騎手・調教師。

## 経歴
北海道新十津川村の農家・中西岩吉の第6子として生まれる。中西家では第一子の長男が早世しその後女子の誕生が連続していたことから事実上の長男となる。子供時代から馬に親しみ近隣のばん馬大会に出場しており、13歳から荷馬車の馬追いや家畜商を行い、太平洋戦争中は中国大陸に出征、腹部に銃弾を受けるも腸を傷つけなかったことにより事なきを得て、また腸チフスにも罹患するも一命を取り留める。
1944年に復員し故郷で稲作や林業に従事したのち、終戦後は滝川町に移り林業や運搬作業に従事する傍ら草ばん馬大会に積極的に参加する。
1947年に公営競技としてのばんえい競走が開始されると馬主・調教師を兼ねた騎手として旭川・帯広・岩見沢・北見の4場全てに転戦、ばんえい全場へ出走する騎手は当時数少ない存在だった。1955年には結婚し、1957年に帯広へ転居し以降帯広を拠点に活動する。
U字型のコースを用いていた初期のばんえい競馬において卓越したコース取りの技能を発揮して勝ち星を重ね、1959年にヤスヒラで農林大臣賞典を優勝、一方で卓越した技能を買われ他人の所有馬の預託や騎乗も行った。
昭和40年代後半には林業の衰退に伴いばんえい競馬に主軸を移し、記録の残る1963年以降引退までの14年間に4501戦977勝、1963年から1969年・1971年にリーディングジョッキーとなり、記録に残らない1962年以前の騎乗を含めると1000勝を超えると推定されている。
現役晩年はばんえい競馬最後の騎手兼調教師となり、1977年に58歳で騎手を引退し調騎分離の体制へと移る。その後は1982年に帯広市産業功労者表彰を受け、1985年まで調教師を続け、調教師引退後はばん馬の育成事業に携わった。1990年1月9日、心筋梗塞により70歳で死去。

## 主な騎乗馬
- ヤスヒラ（1959年・1960年農林大臣賞典）[2]
- キヨユキ（1962年農林大臣賞典）[2]
- ハルトカチ（1969年・1970年農林大臣賞典）[2]
- コマバ（1972年ばんえいダービー）[2]

## 主な厩舎所属者
- 金山明彦[5][2]
- 西邑春夫[6]